# Staurastrum subnudibrachiatum
Staurastrum subnudibrachiatum là một loài Song tinh tảo trong họ Desmidiaceae, thuộc chi Staurastrum.